# Pedarra

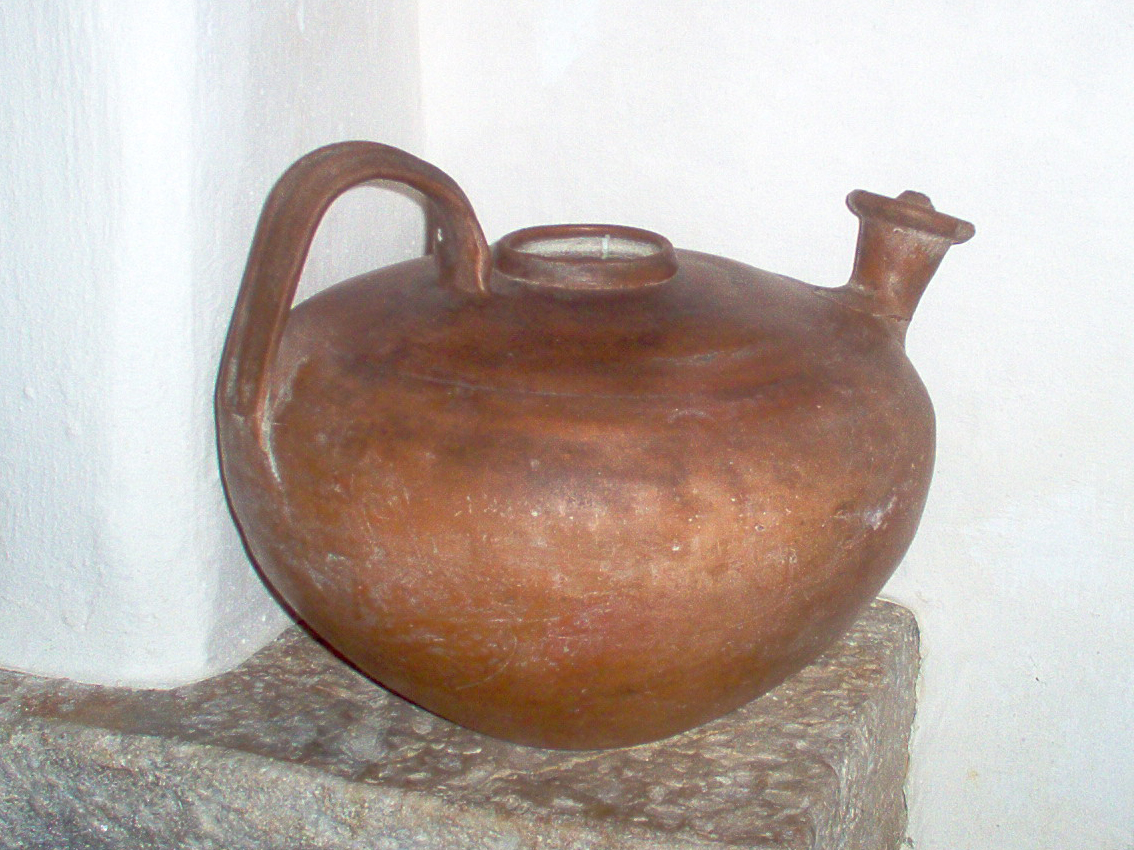
Cántaro pirenaico: kantarue, pedarra o pearra, péga, pegaro o hérado, pegas o pegarra, pedar, peas o pegar, durno gascón, cagnotte aquitana, cántaro de muchos nombres y diseñado para llevarlo sobre la cabeza.

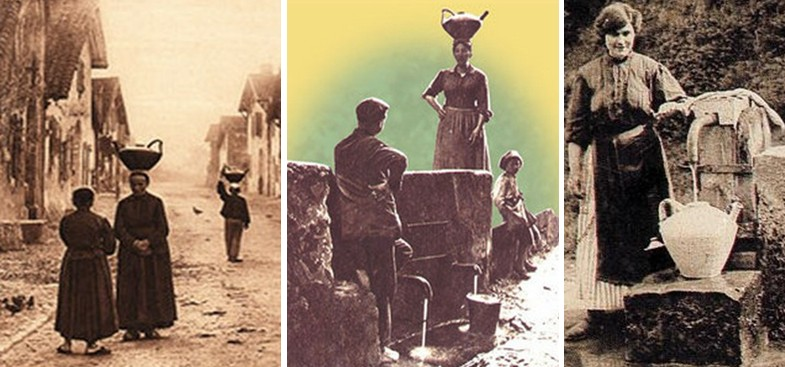

Pedarra, pegarra, cántaro vizcaíno o kantarue es un tipo de cántaro usado en el País Vasco para llevar el agua.
Humboldt, durante su estancia en la España de 1801, anota el uso en San Juan de Luz de una vasija grande en forma de tetera. Sin duda se refería al "cántaro vizcaíno" por antonomasia, de silueta distinta a la de cualquier otro cántaro de la península ibérica aunque similar a la cruche francesa.
En el ámbito vasco-navarro español y francés se ha rastreado su fabricación en alfares del País Vasco francés, Biárriz, St-Jean-le-Vieux, Amorebieta, Durango, Villarreal de Álava (Elosu, barrio de Ollerieta), Sola y Santesteban.

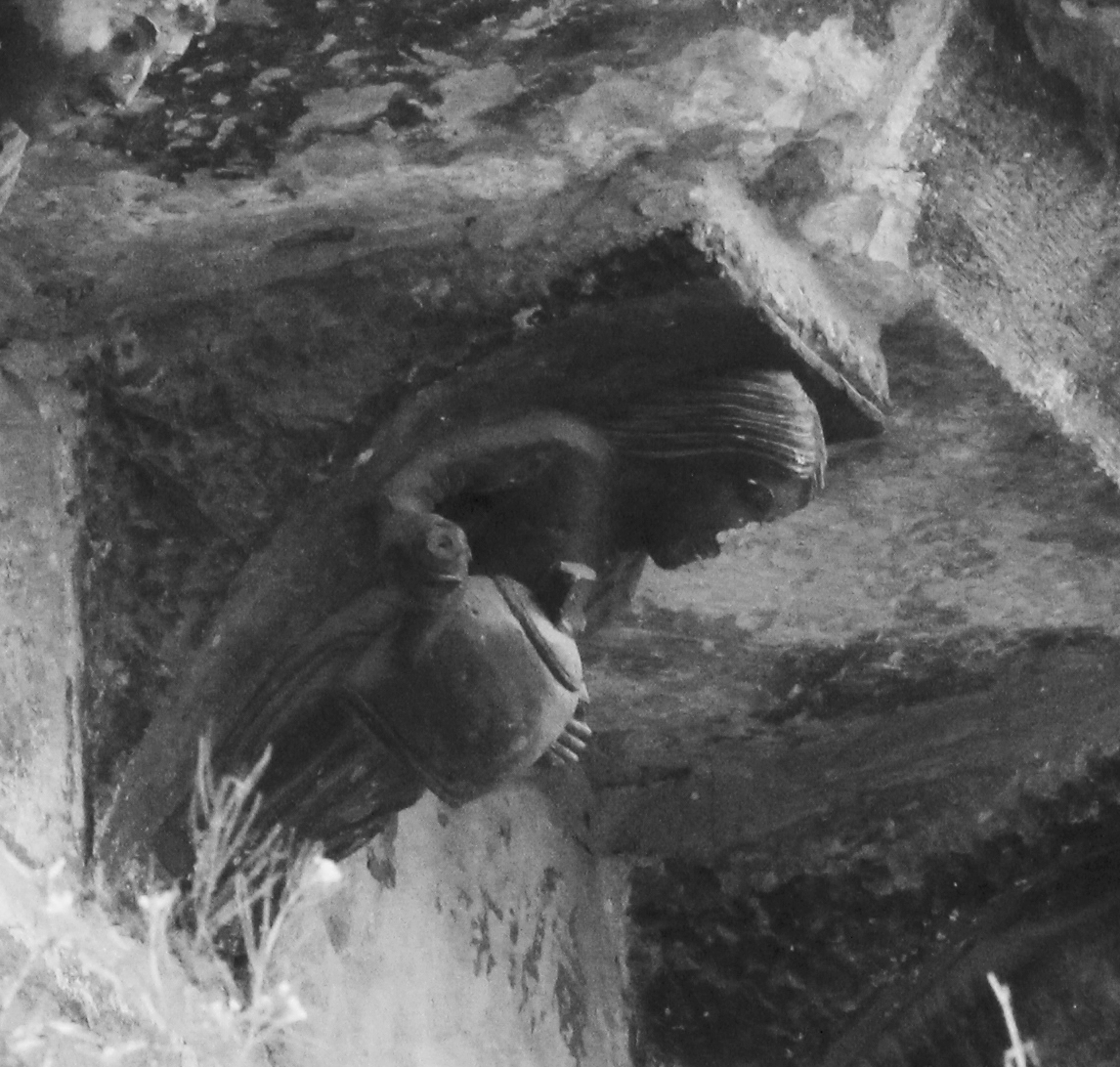
Modillón en el lado derecho de la Iglesia santa María Magdalena en Tudela con una figura que sostiene una vasija con un largo pitorro similar al característico de la ‘pedarra’ y los cántaros pirenaicos.

## Descripción
Vasija de barro, chata, con capacidad hasta de quince litros; de unos ocho centímetros de ancho de boca por dieciséis en la base y unos 25 cm en la barriga o panza. Como muchos cántaros, dispone de un asa (gider) lateral, ancha y en forma de cinta ligeramente alzada, y de un largo pitorro (tutu) en el lado opuesto.

### Pensado para la cabeza

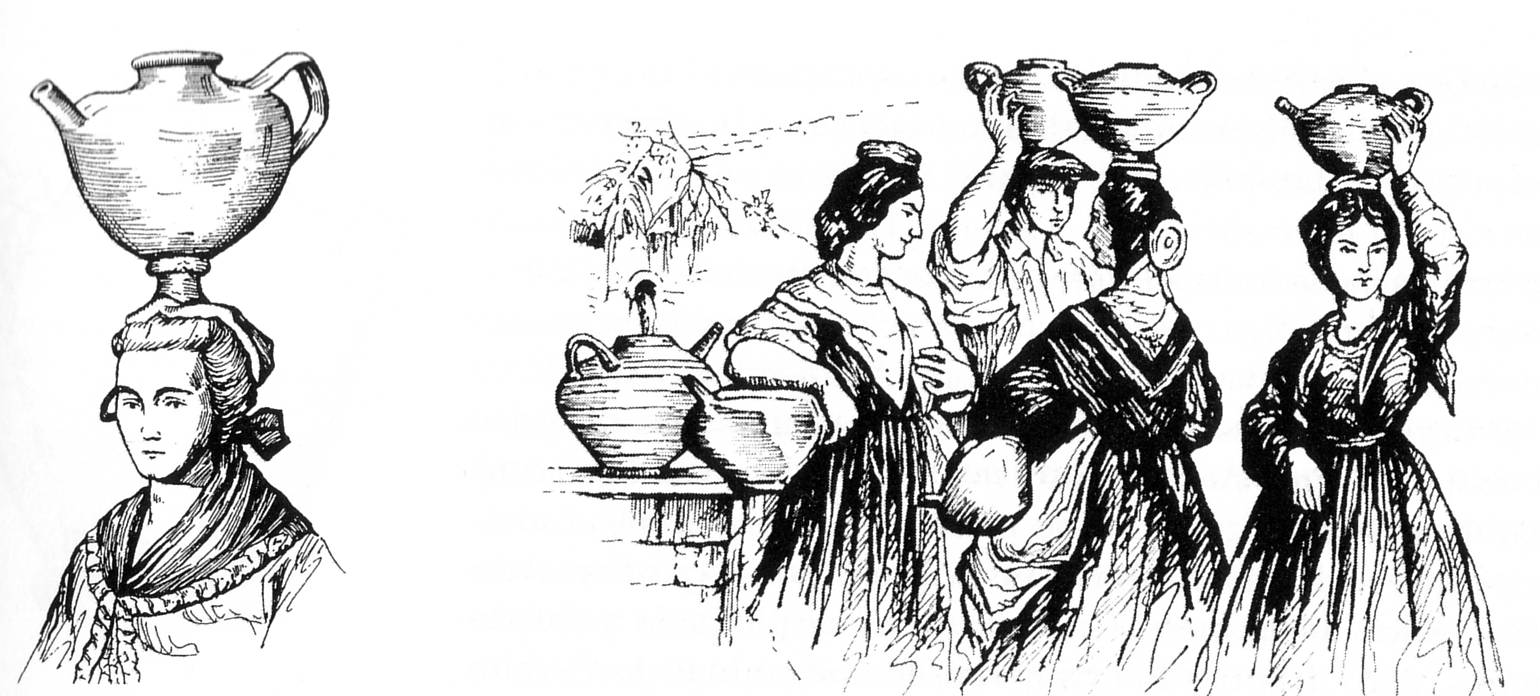
A pesar de que en uno de los dibujos aparece un hombre con la pedarra sobre la cabeza, los etnógrafos coinciden en que este tipo de labor estaba reservada a las mujeres.

Quizá la clave de la originalidad morfológica del cántaro vizcaíno esté en el hecho de haber sido diseñado para llevar sobre la cabeza (uso común no sólo en España sino en todo el mundo) en una zona geográfica donde la orografía exige un despliegue de equilibrio rayando en el virtuosismo. "Más ancho que alto igual a más estable". La tarea se ve facilitada por el “buruti”, almohadilla o paño que se coloca sobre la cabeza para encajar el cántaro.
Otro ejemplo de cántaro bajo y rechoncho, aunque sin aspecto de tetera, es el cántaro de Navarrete, en La Rioja, también llamado de novia y hecho para facilitar su aprendizaje a las "mocitas casaderas" en su ir y venir a la fuente.

## Terminología
La raíz de la voz castellana cántaro originó el término kantarue, común en toda Vizcaya. Pero el habla rural vasca y sus vecinos navarros, y gascones han alumbrado innumerables endemismos dialectales:
- «Pedarra», en el curso alto del río Bidasoa: Santesteban y Vera de Bidasoa.
- «Pegas», en Biarritz.
- «Pedarra», «pegarra» o «pearra», en Sare, el norte de Navarra, el País Vasco francés y zonas colindantes.[nota 2]
- En las Landas, más al norte de la zona donde aparece la denominación «poega», lo llaman «banoe».
- «Ourse», al este del País Vasco francés. Así, en Poyastruc y Lahitte-Toupière, importantes centros alfareros donde las vasijas no eran torneadas, sino urdidas.[nota 3]
- En la Gascuña, además de «durno» se le conoce con la voz gascona «terras», información en la que coinciden Jean Robert, conservador del Museo Pirenaico de Lourdes y el Atlas Lingüístico de Seguy.
- Otras voces recogidas son «pedar, pear o pegar».

En cuanto a posibles etimologías, Julio Caro Baroja escribió en una de sus primeras monografías: "Para llevar agua se usa además de la «subilla», la «pedarra» de barro, que generalmente se trae de Francia. Este nombre de «pedarra» debe venir del latín «ferrata» como el castellano herrada. Sabido es que los vascos tienden a convertir la efe (F) en una pé (P)".

## Área de uso histórico

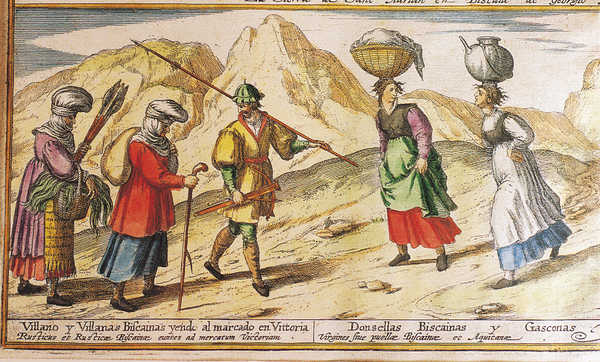
Grabado de Georgio Housnaglio en 1567 (tipos vizcaínos)

El área de uso de este modelo de cántaro pirenaico es muy extensa. El arqueólogo Roland Coquerel lo emparentó con los cántaros de Ordizan, piezas rudimentarias elaboradas sin torno, y propuso su origen carolingio. Los etnógrafos José López y Enrike Ibabe citan piezas similares vistas en el Museo Bearnés de Pau, datadas en el siglo III, que pudieran ser su antecedente. Otro ejemplo, ya en el periodo del románico, aparece en un modillón de la Iglesia María Magdalena, en Tudela, con una figura que sostiene una vasija, posiblemente una aguadora, con un largo pitorro similar al característico de la ‘pedarra’ y los cántaros pirenaicos.
En varios estudios se menciona un grabado flamenco de 1603, publicado en «Theatrum Orbis Terrarum», obra de Abraham Ortelius, Amberes, en cuyo pie se lee «Donsellas Biscainas y Gasconas...» y puede verse a una de ellas con un cántaro a la cabeza que tiene semejanzas con el cántaro pirenaico (aunque por el tipo de asa abatible parece tratarse de una vasija metálica). El mismo grabado aparece en un estudio del caserío vasco, firmado por Alberto Santana y Xabi Otero, atribuido al grabador Georgio Housnaglio en 1567.

## Tipos
En función de la zona de producción, la pedarra se presenta como una pieza más de la popular loza blanca del Norte o sin baño alguno. Los de Vizcaya, Guipúzcoa y zonas de Álava solían estar esmaltados por dentro y por fuera con el tradicional baño estannífero,  o bien con medio baño exterior (babero). Cuando escaseó el estaño y se disparó su precio, comenzaron a vidriarlos dejando transparentar el color del barro.

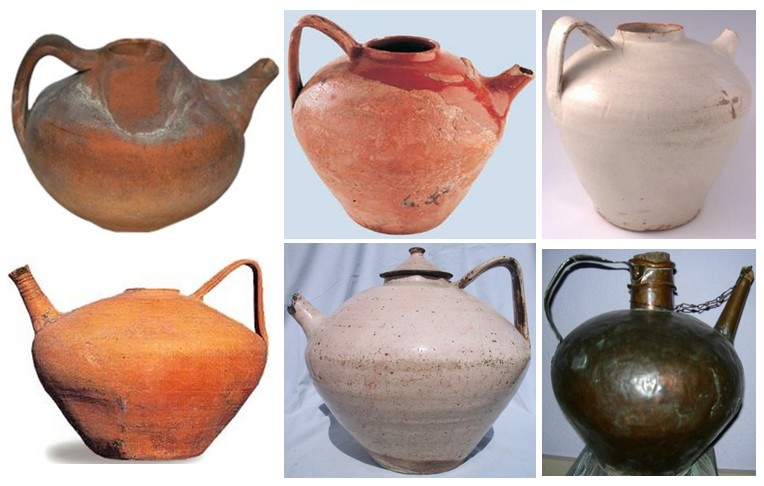
Cinco modelos de "pedarra" (cántaro vizcaíno) de alfarería, bien sin vidriar o esmaltada en blanco estannífero. Y un "pegar" occitano de metal.

En País Vasco francés y el resto de las áreas citadas, los cántaros no llevaban baño. Hubo modelos decorados en el valle del Ariège y en Lahitte-Toupière (apenas unos trazos de engobe).

## Carreras de cántaros
En el capítulo de las tradiciones folclóricas españolas se ha registrado la costumbre, en fiestas, de hacer carreras con el cántaro en la cabeza. También en este ámbito geográfico, conservándose documentación gráfica de ellas en Amorebieta (Zornotza), en Ibarra y en Rentería. Del lado francés, Roland Coquerel recoge esta costumbre en Pouyastruc.